# Louis Moilliet
Louis Moilliet, född 6 oktober 1880, död 24 augusti 1962, var en schweizisk konstnär.
Moilliet var ungdomsvän till Paul Klee och introducerade denne till konstnärsgruppen Der Blaue Reiter 1911. 1914 reste han, Klee och August Macke till Tunisien, en resa som har blivit berömd för den påverkan den hade på 1900-taletes abstrakta konst. Under första världskriget bodde Moilliet i Schweiz, innan han 1919 började göra långa resor i världen. Senare levde han i avskildhet i Tour de Pailtz vid Genèvesjön.
Moilliet arbetade som akvarellmålare och gjorde även glasmålningar i kyrkor. Han förknippas ofta med kubism och surrealism.